# Mittelmeerspiele 2001
Die Mittelmeerspiele 2001 (offiziell: XIV. Mittelmeerspiele) fanden vom 2. bis 15. September 2001 in der tunesischen Hauptstadt Tunis statt.
Erfolgreichste Nation war Frankreich, dessen Sportler unter anderem 40 Goldmedaillen in 230 Wettbewerben gewannen. Dahinter folgten Italien mit 38 Goldmedaillen und die Türkei mit 33 Goldmedaillen.

## Teilnehmende Nationen
23 Länder nahmen mit insgesamt 2991 Athleten an den Mittelmeerspielen teil. Die Teilnahmen Andorras und Jordaniens erfolgten aufgrund einer Einladung des Comité international des Jeux méditerranéens.
| - Ägypten (69) - Albanien (42) - Algerien (155) - Andorra (9) - Bosnien und Herzegowina (26) - Frankreich (303) - Griechenland (338) - Italien (329) | - Jordanien (20) - BR Jugoslawien (143) - Kroatien (134) - Libanon (59) - Libyen (33) - Malta (16) - Marokko (117) - Monaco (7) | - San Marino (51) - Slowenien (133) - Spanien (301) - Syrien (76) - Tunesien (303) - Türkei (261) - Zypern (66) |

## Sportarten
Bei den Mittelmeerspielen waren 22 Sportarten im Programm. Im Vergleich zur Austragung vor vier Jahren wurden Kanu, Rhythmische Sportgymnastik, Reiten und Wasserspringen aus dem Programm genommen, neue Sportarten kamen nicht dazu.
| - Basketball - Boule - Boxen - Fechten - Fußball - Gewichtheben - Golf - Handball | - Judo - Karate - Leichtathletik - Radsport - Ringen - Rudern - Schießen | - Schwimmen - Segeln - Tennis - Tischtennis - Turnen - Volleyball - Wasserball |

Fett markierte Links führen zu den detaillierten Ergebnissen der Spiele

## Medaillenspiegel
| Platz | Land                    | Gold | Silber | Bronze | Gesamt |
| ----- | ----------------------- | ---- | ------ | ------ | ------ |
| 01    | Frankreich              | 40   | 32     | 50     | 122    |
| 02    | Italien                 | 38   | 59     | 39     | 136    |
| 03    | Türkei                  | 33   | 16     | 12     | 61     |
| 04    | Spanien                 | 31   | 26     | 41     | 98     |
| 05    | Griechenland            | 28   | 33     | 26     | 87     |
| 06    | Tunesien                | 19   | 12     | 25     | 56     |
| 07    | Algerien                | 10   | 10     | 12     | 32     |
| 08    | Ägypten                 | 7    | 13     | 17     | 37     |
| 09    | Kroatien                | 6    | 6      | 6      | 18     |
| 10    | Marokko                 | 6    | 4      | 5      | 15     |
| 11    | Slowenien               | 5    | 5      | 10     | 20     |
| 12    | BR Jugoslawien          | 3    | 5      | 14     | 22     |
| 13    | Zypern                  | 1    | 1      | 3      | 5      |
| 14    | Syrien                  | —    | 5      | 4      | 9      |
| 15    | Libanon                 | —    | 1      | 1      | 2      |
| 16    | Albanien                | —    | 1      | —      | 1      |
| 17    | Bosnien und Herzegowina | —    | —      | 3      | 3      |
| 18    | Libyen                  | —    | —      | 1      | 1      |